# Bolborhachium leai
Bolborhachium leai är en skalbaggsart som beskrevs av Antoine Boucomont 1924. Bolborhachium leai ingår i släktet Bolborhachium och familjen Bolboceratidae. Inga underarter finns listade.